# 2 Skrzydło Lotnictwa Taktycznego

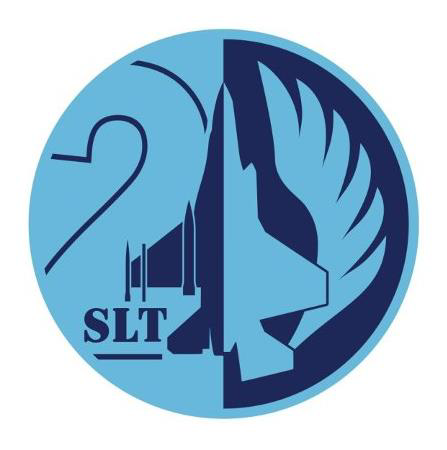
Oznaka rozpoznawcza 2 SLT na mundur wyjściowy.

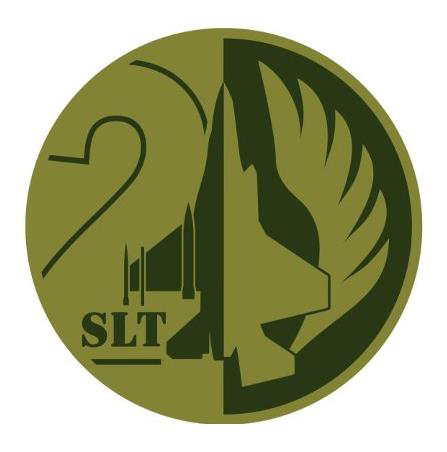
Oznaka rozpoznawcza 2 SLT na mundur polowy.

2 Skrzydło Lotnictwa Taktycznego (2 SLT) – związek taktyczny Wojsk Lotniczych Sił Powietrznych.
Utworzony na podstawie zarządzenia Ministra Obrony Narodowej z dnia 24 listopada 1997 r., jako 2 Brygada Lotnictwa Taktycznego (2 BLT). W 1998 r. w jej skład włączono 7 pułk lotnictwa bombowo-rozpoznawczego (7 plb-r) i podporządkowano  3 Korpusowi Obrony Powietrznej.
Uzbrojona w samoloty F-16.
31 sierpnia 2002 społeczeństwo Wielkopolski ufundowało 2 BLT sztandar, który również jest sztandarem 2 SLT. Kultywuje tradycje 4 Korpusu Lotniczego (4 KL) oraz jego związków taktycznych oddziałów i pododdziałów.
Od 1 stycznia 2014 roku w wyniku reformy struktur dowodzenia jednostka podlega Dowództwu Generalnemu Rodzajów Sił Zbrojnych

## Zadania
- zwalczanie środków napadu powietrznego;
- niszczenie celów na ziemi i w powietrzu;
- niszczenie obiektów na lądzie i morzu;
- niszczenie sił wsparcia i konwojów przeciwnika;
- ochrona konwojów i baz morskich;
- ochrona centrów przemysłowych, obiektów administracyjnych i innych obiektów przed atakiem z powietrza;
- udział w operacjach pokojowych;
- prowadzenie rozpoznania powietrznego:
  - rozpoznanie pola walki;
- wsparcie działań Wojsk Lądowych i Marynarki Wojennej;
- prowadzenie działań w narodowym systemie OP oraz obrony powietrznej NATO (NATINADS)
- zabezpieczenie działania podległych jednostek;
- przyjęcie i zabezpieczenie (w ramach HNS) pobytu i działań wojsk sojuszniczych.

## Dowódcy
- 1 października 1998 – 18 maja 2000 – płk pil. Zenon Smutniak
- 19 maja 2000 – 10 września 2001 – ppłk pil. Jacek Bartoszcze
- 11 września 2001 – 20 lutego 2003 – płk Jan Śliwka
- 21 lutego 2003 – 14 lipca 2005 – płk pil. Anatol Czaban
- 15 lipca 2005 – 12 lutego 2007 – gen. bryg. pil. Andrzej Błasik
- 13 lutego 2007 – 31 grudnia 2013 – gen. bryg. pil. Włodzimierz Usarek
- 1 stycznia 2014 – 8 grudnia 2016 – gen. bryg. pil. Dariusz Malinowski
- 9 grudnia 2016 – 31 lipca 2018 – gen. bryg. pil. Jacek Pszczoła
- 31 lipca 2018 – 20 grudnia 2021[3] – gen. bryg. pil. Ireneusz Nowak
- 1 lutego 2022[4]– 18 marca 2025[5] – gen. bryg. pil. Tomasz Jatczak[6]  (od 21 grudnia 2021 czasowo p.o.)
- od 19 marca 2025 – płk pil./gen. bryg. pil. Norbert Chojnacki

## Jednostki bezpośrednio podległe
Źródło
- 7 Pułk Lotnictwa Bombowo-Rozpoznawczego – w okresie 22 października 1998 – 21 stycznia 2000
- 31 Baza Lotnicza w Poznaniu-Krzesinach – w okresie od lipca 2005 – 1 kwietnia 2008
- 31 Baza Lotnictwa Taktycznego w Poznaniu-Krzesinach – od 2008
- 32 Baza Lotnictwa Taktycznego w Łasku – od lipca 2005
- 3 Eskadra Lotnictwa Taktycznego w Poznaniu-Krzesinach – w okresie 1998–2008
- 6 Eskadra Lotnictwa Taktycznego w Poznaniu-Krzesinach – w okresie 31 grudnia 2006 – 1 kwietnia 2008
- 10 Eskadra Lotnictwa Taktycznego w Łasku – do 30 czerwca 2010
- 16 Batalion Usuwania Zniszczeń Lotniskowych w Jarocinie – w okresie od czerwca 2006 do grudnia 2008
- 16 Batalion Remontu Lotnisk w Jarocinie – od 1 stycznia 2009

W 2018
- 31 Baza Lotnictwa Taktycznego
- 32 Baza Lotnictwa Taktycznego